# Katajaneva - Vuorilammen alue - Huhtalampi
Katajaneva - Vuorilammen alue - Huhtalampi este o arie protejată (arie specială de conservare — SAC, sit de importanță comunitară — SCI, arie de protecție specială avifaunistică — SPA) din Finlanda întinsă pe o suprafață de 288 ha, integral pe uscat.

## Localizare
Centrul sitului Katajaneva - Vuorilammen alue - Huhtalampi este situat la coordonatele 62°03′59″N 26°09′43″E / 62.0664°N 26.1619°E.

## Înființare
Situl Katajaneva - Vuorilammen alue - Huhtalampi a fost declarat sit de importanță comunitară în august 1998 pentru a proteja 11 specii de animale. Alte tipuri de protecție:
- arie de protecție specială avifaunistică (în august 1998)[2]
- arie specială de conservare (în aprilie 2015)[1][3][4]

## Biodiversitate
Situată în ecoregiunea boreală, aria protejată conține 11 habitate naturale: Ape oligotrofe din câmpii nisipoase, cu un conținut foarte redus de minerale (Littorelletalia uniflorae), Lacuri și iazuri distrofice naturale, Cursuri de apă de la nivel de câmpie la nivel montan, cu vegetație Ranunculion fluitantis și Callitricho-Batrachion, Turbării active, Mlaștini turboase de tranziție și turbării mișcătoare, Izvoare fino-scandinave și mlaștini produse de izvoare bogate în minerale, Turbării Aapa, Pante stâncoase silicioase cu vegetație casmofită, Taiga vestică, Păduri fino-scandinave bogate în ierburi cu Picea abies, Mlaștini împădurite.
La baza desemnării sitului se află mai multe specii protejate:
- păsări (10): minunița (Aegolius funereus), cocoșul de mesteacăn (Bonasa bonasia), buha (Bubo bubo), ciocănitoare neagră (Dryocopus martius), Emberiza rustica, muscar (Ficedula parva), cocor (Grus grus), ciocănitoare de munte (Picoides tridactylus),  cocoș de munte (Tetrao urogallus), fluierar de mlaștină (Tringa glareola)
- mamifere (1): veveriță zburătoare siberiană (Pteromys volans)

Pe lângă speciile protejate, pe teritoriul sitului au mai fost identificate 12 specii de plante, 6 specii de nevertebrate, 10 specii de pești.